# Wanda Wiłkomirska

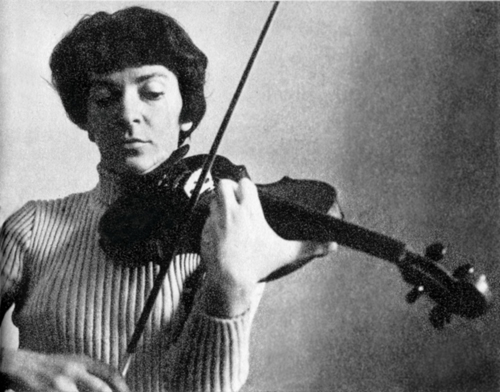
Wanda Wiłkomirska

Wanda Wiłkomirska (* 11. Januar 1929 in Warschau; † 1. Mai 2018) war eine polnische Violinistin.
Wiłkomirska erhielt ersten Violinunterricht von ihrem Vater Alfred Wiłkomirski. Später studierte sie bei Irena Dubiska in Łódź, bei Ede Zathureczky in Budapest und bei Henryk Szeryng in Paris und gewann mehrere internationale Preise. In den 1950er und 1960er Jahren gab sie jährlich mehr als einhundert Konzerte und spielte zahlreiche Plattenaufnahmen ein.
Sie trat in über fünfzig Ländern weltweit mit den großen Sinfonieorchestern unter Dirigenten wie Leonard Bernstein, Otto Klemperer, Sir John Barbirolli, Kurt Masur, Zubin Mehta, Carlo Maria Giulini, Wolfgang Sawallisch, Witold Rowicki, Erich Leinsdorf, Pierre Boulez, Eugen Jochum und Franz Konwitschny auf.
Wiłkomirska spielte Uraufführungen zeitgenössischer Komponisten wie Tadeusz Baird und Krzysztof Penderecki ein und erhielt den Polnischen Staatspreis für die Förderung der zeitgenössischen polnischen Musik. Neben ihrer solistischen Laufbahn widmete sie sich auch der Kammermusik. Mit Maria Wiłkomirska und Kazimierz Wiłkomirski bildete sie das Wiłkomirski-Trio, ab 1992 mit Werner Genuit und Christoph Richter das Wiłkomirska-Trio. Daneben war sie auch Kammermusik-Partnerin von Musikern wie Martha Argerich, Gidon Kremer, Daniel Barenboim, Radu Lupu und Mischa Maisky.  
Sie war politisch überaus engagiert: Sie unterstützte die illegale Demokratiebewegung um das Komitee zur Verteidigung der Arbeiter (KOR). Aus Protest gegen die Verhängung des Kriegsrechts im Dezember 1981 verließ sie ihre Heimat und siedelte in die Bundesrepublik Deutschland über. 1983 wurde Wiłkomirska Professorin an der Hochschule für Musik und Darstellende Kunst Mannheim. Ab 1999 unterrichtete sie am Sydney Conservatorium of Music, ab 2001 auch an der Australian National Academy of Music in Melbourne.
Wiłkomirska war die erste Ehefrau des Politikers Mieczysław Rakowski, aus der Ehe gingen zwei Söhne hervor. 
Sie wurde auf dem Powązki-Friedhof in Warschau beerdigt.

## Diskographie
- Wanda Wilkomirska spielt polnische Musik von Paderewski, Bacewicz, Zarzycki und Bargielski, mit Paul Dam, Klavier, Ambitus, amb97830
- Prokofieff, Zwei Sonaten für Violine und Klavier, Connaisseur Society, CD 4079
- Werke von Wieniawski, Lipinski und Bacewics mit Jadwiga Szamotulska, Gambit 1003-1
- Britten Violinkonzert Warsaw Philharmonic Orchestra unter Witold Rowicki, Solistin: Wanda Wilkomirska, 1967, Orchestral Concert CDs, CD12/2011
- Karol Szymanowski, Violinkonzerte 1&2, Warsaw Philharmonic Orchestra unter Witold Rowicki, Solistin: Wanda Wilkomirska, 1961/1980, LP, Polskie Nagrania Muza (SX 2351)